# 陳敏 (西晉)
陳敏（3世紀—307年），字令通，廬江郡人。西晉官員，曾領兵討平張昌部將石冰，然而及後卻據江東叛晉，終在江南士族反叛下遭遇失敗。

## 生平

### 少有幹能
陳敏年輕時有才幹，初當郡吏，以廉吏獲補尚書倉部令史。永寧元年（301年），齊王司馬冏等三王起兵擊敗篡位的趙王司馬倫，迎晉惠帝復位，然而他們的軍隊卻久駐洛陽，遂將洛陽倉庫中的糧食都吃盡了。面對糧倉空匱的困境，陳敏提議將南方積聚的糧食運上來以解京師糧困。朝廷聽從了陳敏的建議，於是改以陳敏為合肥度支，後轉廣陵度支。

### 揚土復寧
太安二年（303年），義陽蠻張昌於江夏起兵，派遣石冰進攻揚州，當時揚州刺史陳徽出逃令揚州失陷，石冰隨後攻向壽春，都督荊州諸軍事劉準對此憂心徬惶，無計可施。陳敏當時亦在壽春，就向劉準自請統率運糧兵出擊，劉準分配兵力支援。劉準於是分配些兵力加強陳敏戰力，最終陳敏果敗石冰。陳敏接著乘勝北逐石冰，前後打了數十戰事，雖然都以寡敵眾，但都每戰皆捷。陳敏及後自廣陵率兵增援自發討伐石冰的江南士族人士周玘，於蕪湖擊殺石冰別帥率趙驡，於是兩軍合力進攻建康。石冰無法抵抗，出走徐州投靠封雲。陳敏回軍進攻封雲，封雲司馬張統將二人殺害，以此投降，徐揚二州遂回復安定。陳敏戰後以功勳獲授廣陵相。

### 自立楚公
當時西晉仍在八王之亂的紛亂之中，河間王司馬顒勢力挾晉惠帝至長安，引來東方以東海王司馬越為首的諸王力量不滿，就將要討伐司馬顒。陳敏這時就萌生了割據江東的想法，其父知道後大怒：「滅我門者，必此兒也！」不久其父去世，陳敏就離職守孝。永興二年（305年），東海王司馬越要出兵迎惠帝東歸洛陽，承制授陳敏為右將軍、假節、前鋒都督，並寫書稱許他討伐石冰的戰功，請他支援自己。陳敏當時亦有領兵北上會合東海王，但在蕭縣被豫州刺史劉喬阻擋。接著，陳敏見中原大亂，自請返回江東，收集兵眾以歷陽作據點，開展割據的計劃。
東海王參軍、離狐令甘卓當時亦見天下大亂而棄官東歸，經過歷陽時就遇上陳敏。陳敏十分高興，並和他共同籌劃大計，更加讓兒子陳景娶了甘卓的女兒，以姻親鞏固二人關係。陳敏讓甘卓假傳皇太弟命令，拜陳敏為揚州刺史，更加假授一眾江南士族為將軍、郡守等職。當時陳敏弟弟陳昶懷疑士族們的忠誠，勸陳敏盡殺他們，但陳敏在江南士族領袖顧榮的勸說下沒有聽從，繼續任用他們。揚州刺史劉機、丹楊太守王曠知陳敏反叛，都棄官逃命，陳敏就分遣弟弟陳恢進攻江州，逼逐刺史應詹；陳斌攻東方諸郡，將吳越地區都佔領。陳敏下令部下推舉自己為都督江東軍事、大司馬，以十郡封「楚公」，加九錫，並稱受了詔命要北方迎帝。

### 潰敗滅門
廬江內史華譚知顧榮等人接受了陳敏所授官位，就寫信詰責他們。顧榮等人本身亦不是盡忠事奉陳敏，反而見陳敏無大志向，且對刑政無章，得不到俊才支持，又縱容子弟為禍，遂日夜害怕禍難降臨，周玘更是稱病不就職。他們接到信後更感羞愧，於是決心反叛。周玘暗中聯結劉準，請他臨江列兵，並以己作內應。面對劉準派劉機、衡彥兵向歷陽，陳敏派了陳昶到歷陽防禦；但周玘就策反陳昶司馬錢廣，讓錢廣殺掉陳昶，控制了歷陽以應晉軍，並移兵朱雀橋，在南岸列陣。陳敏派了甘卓討伐錢廣，更將最好的裝備都給了甘卓部隊，甘卓陳兵朱雀橋南與之對峙。甘卓向來敬重顧榮，加上對於陳昶之死的恐懼，顧榮於是成功策反甘卓。永嘉元年（307年），甘卓先詐病迎女兒回來，接著斷朱雀橋，將船都收到南岸，正式反叛陳敏。陳敏率萬多人討伐甘卓，但因橋斷無船而受阻於水，顧榮以其威望向大軍一揮羽扇，竟令陳敏軍潰散，陳敏被逼出奔，但走到江乘就被捕，接著被押到建康與母親及妻兒一同被誅殺，其他在諸郡的弟弟亦被處死。

## 延伸阅读
[在维基数据编辑]
 《晉書·卷100》，出自房玄齡《晉書》